# مولوخ (فیلم)
مولوخ (انگلیسی: Moloch) فیلمی روسی در سبک درام زندگینامه‌ای به کارگردانی الکساندر سوکوروف محصول سال ۱۹۹۹ است. این فیلم آدولف هیتلر را به شکل شخصیتی انسانی به تصویر می‌کشد که زندگی را با فروتنی در سفری ناگهانی به کوه‌های آلپ در بایرن می‌گذراند. مولوخ موضوعاتی مانند دوستی، صمیمیت و دیکتاتوری را می‌کاود. فیلم در جشنواره فیلم کن ۱۹۹۹ برنده جایزه بهترین فیلم‌نامه شد.